# Российский экономический университет имени Г. В. Плеханова
Росси́йский экономи́ческий университе́т и́мени Г. В. Плеха́нова (сокращённо — РЭУ им. Г. В. Плеханова, неформально — «Пле́шка», «Плеха́новка», «Плеха́новский университет») — ведущее экономическое высшее учебное заведение Российской Федерации, по количеству специализаций на направлении «Экономика» является крупнейшим в стране. Старейшее высшее образовательное учреждение экономического профиля России.
Был основан в 1907 году предпринимателем Алексеем Вишняковым как первое профильное высшее учебное заведение по распространению коммерческого образования в Российской Империи.  

## История
История РЭУ им. Г. В. Плеханова уходит корнями в начало XX века и напрямую связана с деятельностью Московского общества распространения коммерческого образования. Образованное в 1897 году московскими предпринимателями и финансистами во главе с А. С. Вишняковым Общество ставило своей целью развитие системы экономического образования, которое на тот момент существовало лишь в зачаточном виде. За первые несколько лет своего существования Общество открыло в Москве несколько торговых классов и два коммерческих училища — мужское в 1901 году и женское в 1902 году
Для подготовки преподавателей специальных дисциплин в 1903 году Обществом были также открыты Коммерческие курсы, в 1906 году получившие статус высших, а ещё через год преобразованные в Московский коммерческий институт. Московское коммерческое училище возглавлял А. Н. Глаголев до своей скоропостижной смерти в 1906 году.

### Московский коммерческий институт
Высшие коммерческие курсы были преобразованы в Московский коммерческий институт в соответствии с Приказом Министерства торговли и промышленности от 19 февраля 1907 года. Институту было официально присвоено имя Цесаревича Алексея и он получил статус высшего учебного заведения Российской империи. Первым директором института был назначен юрист, философ и общественный деятель П. И. Новгородцев, который оставался в этой должности до 1917 года. Почётным председателем Попечительного совета института был избран С. Ю. Витте.
В институте было два факультета: экономический и коммерческо-технический, обучение продолжалось 4 года. К обучению допускались как мужчины, так и женщины. В институте преподавали экономику, право, политэкономию, науку о финансах, статистику, математику, физику, механику, а также три иностранных языка, философию, богословие и историю. На старших курсах вводилась специализация: в области рабочего и фабричного законодательства, местного самоуправления, банковского и страхового дела. Выпускникам экономического факультета выдавался диплом кандидата экономических наук, выпускникам технического — диплом коммерц-инженера. В институте преподавали известные ученые и педагоги, в том числе профессора Московского университета. Некоторые курсы специально разрабатывались: например, товароведение преподавали основоположники этой отрасли — Церевитинов, Петров, Никитинский.
В 1910 году началось строительство здания для института. Конкурс выиграл проект архитектора С. У. Соловьёва. Строительство было оценено в колоссальную сумму — миллион рублей и было решено строить здание в несколько очередей. К 1913 году была сдана первая очередь — аудиторный корпус, который остался единственным из-за начавшейся Первой мировой войны и последовавших за ней революций. В новом корпусе располагались аудитории для лекционных и семинарских занятий, библиотека, лаборатории. Училищные здания, и институтский корпус были построены в основном на благотворительные средства, пожертвованные известными промышленниками и предпринимателями. Многие классы и аудитории в институте были именные — названные в честь тех, на чьи деньги они содержались. Были классы имени А. С. Вишнякова (председателя Попечительского совета института), братьев Рябушинских, А. Бурышкина.
Московский коммерческий институт стал первым экономическим высшим учебным заведением России. В отличие от первоначальных курсов, основной задачей института являлась подготовка управленцев и экономистов высокой квалификации для быстроразвивающихся отраслей народного хозяйства страны. К 1917 году Московский коммерческий институт стал самой крупной высшей школой России экономического профиля. В 1917 году здесь обучалось свыше 6,5 тысяч человек.
- Комплекс зданий Московского коммерческого института.
- Первый ректор института — Павел Иванович Новгородцев.
- Предметная книжка (аналог современной зачётной книжки).

### Советский период
В 1919 году Московский коммерческий институт был национализирован и переименован в Московский институт народного хозяйства (МИНХ) имени Карла Маркса. Чуть позднее, в 1924 году, по предложению Д. Б. Рязанова название института снова было изменено — создавалась путаница между «нархозом» и Институтом Маркса и Энгельса. МИНХ получил имя Георгия Валентиновича Плеханова.
В 1930-е годы на базе отдельных факультетов института создан ряд высших учебных заведений — Московский энергетический институт, Московский химико-технологический институт мясной промышленности, Московский институт пищевой промышленности, Московский экономико-статистический институт и др. В годы Великой Отечественной войны МИНХ имени Г. В. Плеханова единственным из всех московских экономических вузов Москвы не был эвакуирован и продолжал работу, проводя не только подготовку студентов, но и исследования в интересах оборонной промышленности.
9 марта 1957 года был опубликован Указ Президиума Верховного Совета СССР о награждении Московского института народного хозяйства им. Г. В. Плеханова орденом Трудового Красного Знамени. В 1961 году состоялось объединение с Московским государственным экономическим институтом. В результате их объединения произошла реорганизация значительного количества кафедр и отделов, было создано восемь факультетов и около сорока кафедр, введены новые дисциплины.

### В современной России
13 августа 1991 года Постановлением Совета Министров РСФСР МИНХ имени Г. В. Плеханова получил статус академии и новое название — Российская экономическая академия имени Г. В. Плеханова. 17 июля 2010 года Академии был присвоен университетский статус: Приказом Министерства образования и науки РФ № 883 от 26 августа 2010 года РЭА им. Г. В. Плеханова была официально переименована в Российский экономический университет им. Г. В. Плеханова. 21 декабря 2012 года в связи с приказом Министерства образования и науки в состав РЭУ им. Г. В. Плеханова введён Российский государственный торгово-экономический университет.
11 марта 2015 года приказом Министерства образования и науки России к РЭУ имени Г. В. Плеханова был присоединён Московский государственный университет экономики, статистики и информатики. Ранее с предложением об объединении университетов в Министерство образования и науки России обратились учёные советы образовательных организаций. 17 февраля вопрос об объединении был рассмотрен на заседании Комиссии по оценке последствий принятия решения о реорганизации федеральной государственной образовательной организации при Министерство образования и науки России. По итогам обсуждения оценки всех рисков, перспектив и потенциалов слияния с участием представителей Департамента образования г. Москвы, Совета ректоров вузов г. Москвы и Московской области, Министерство образования и науки России, РЭУ имени Г. В. Плеханова и МЭСИ, Комиссия единогласно одобрила проведение реорганизации путём присоединения МЭСИ к РЭУ имени Г. В. Плеханова. Министерство образования и науки России, в свою очередь, будет контролировать соблюдение прав студентов и преподавателей образовательных организаций и сам процесс объединения. На базе объединенного университета будет создан ведущий экономический исследовательский университет.
В марте 2017 года в честь 110-летия университета в Московском метрополитене на полгода был запущен именной поезд «Плехановец», который в течение полугода будет курсировать на Серпуховско-Тимирязевской линии. В состав поезда вошли восемь вагонов, каждый из которых имеет собственное оформление и название: «Знания», «Наука», «Культура», «Здоровье», «Влияние», «Достижения», «Традиции», «Инновации». Во внутреннем оформлении вагонов изображены 110 фактов из истории вуза — по одному на каждый год существования. А в кассы метро поступили билеты «Единый» с символикой Плехановского университета, вышедшие тиражом в 600 тысяч экземпляров.
В университете действует бизнес-инкубатор, который ежегодно отбирает проекты на ранней стадии развития и бизнес-идеи с целью помочь эффективному становлению бизнеса.
3 апреля 2023 года коллектив Российского экономического университета имени Г. В. Плеханова награждён Почётным знаком Российской Федерации «За успехи в труде». 
В 2023 году университет занимал 30 место в Списке крупнейших университетов России и 58 место в России по количеству иностранных студентов, по данным Мониторинга Министерства науки и высшего образования РФ в университете в 2023 году обучались 18 655 и 1 536 чел. соответственно.

## Ректоры
| Период      | Ректор            |
| ----------- | ----------------- |
| 1907 — 1917 | П. И. Новгородцев |
| 1919 — 1921 | Д. М. Генкин      |
| 1922 — 1925 | Н. И. Челяпов     |
| 1925 — 1927 | И. Т. Смилга      |
| 1927 — 1929 | А. Б. Халатов     |
| 1932 — 1937 | М. И. Лацис       |
| 1937 — 1937 | А. К. Аболин      |
| 1940 — 1950 | М. Х. Вартанян    |
| 1950 — 1955 | А. И. Попов       |
| 1955 — 1969 | А. И. Фефилов     |
| 1969 — 1986 | Б. М. Мочалов     |
| 1987 — 1990 | В. П. Грошев      |
| 1990 — 2008 | В. И. Видяпин     |
| 2008 — 2020 | В. И. Гришин      |
| 2021 — н.в. | И. В. Лобанов     |

## Инфраструктура
Университет располагает обширным комплексом зданий в Замоскворечье, в шаговой доступности от станций метро Серпуховская, Добрынинская и Павелецкая. Большинство зданий располагается в квартале, ограниченном улицей Зацепа, Стремянным и Строченовским переулками и Зацепским тупиком. Комплекс насчитывает 12 зданий: 6 учебных корпусов, 3 административных, конгресс-центр, комбинат питания и общежитие. Общая площадь всех университетских зданий составляет 106 438,5 м², из них львиная доля (79 615 м² или 74,8 % общей площади) приходится на учебные корпуса.

## Профессорско-преподавательский состав
По состоянию на 31 декабря 2021 года, профессорско-преподавательский состав РЭУ им. Г. В. Плеханова насчитывает 1424 преподавателя, из которых 1065 имеют учёные степени и звания: докторов наук — 268 человек (из них в звании профессора — 157) и кандидатов наук — 549. Штатных преподавателей — 971, в том числе с учеными степенями и званиями — 741 человек, из них: докторов наук — 192, профессоров — 110, кандидатов наук — 549, доцентов — 388 человек.
В РЭУ им. Г. В. Плеханова работают 33 действительных члена и 2 члена-корреспондента различных отраслевых академий наук, 9 заслуженных деятелей науки РФ, 12 заслуженных работников высшей школы РФ, 80 почётных работников высшего профессионального образования Российской Федерации, 2 заслуженных строителя Российской Федерации, 4 почётных работника науки и техники Российской Федерации, 4 заслуженных юриста РФ, 94 Ветерана труда РЭУ им. Г. В. Плеханова, 1 заслуженный работник физической культуры РФ, 4 заслуженных работника науки и образования, 1 заслуженный художник РФ, 1 Почетный инноватор, 1 Почетный работник образования г. Москвы, 20 мастеров спорта, 2 члена союза художников РФ.
Средний возраст преподавателей в 2021 году составляет 48 лет. Средний возраст докторов наук — 60 лет.

## Образовательная деятельность
В РЭУ им. Г. В. Плеханова реализуются различные по срокам и формам обучения образовательные программы высшего профессионального образования по направлениям «Экономика», «Менеджмент», «Финансы и кредит», «Политология», «Юриспруденция», «Прикладная информатика», «Государственное и муниципальное управление», «Реклама и связи с общественностью» и др.
РЭУ им. Г. В. Плеханова — учебный и научный центр по подготовке специалистов высшей квалификации в области экономики, товароведения и технологии. В состав университета входят центр инноваций, студенческий бизнес-инкубатор, центр ситуационного анализа и прогнозирования экономики России. В университете работают более 1400 преподавателей, из них более 270 докторов наук, более 170 профессоров, свыше 760 кандидатов наук и 490 доцентов. В РЭУ им. Г. В. Плеханова обучаются свыше 17 тысяч студентов.
Помимо аккредитации Министерства образования, университет имеет аккредитации Ассоциации дипломированных сертифицированных бухгалтеров (ACCA), Сертифицированного института специалистов по управленческому учёту (CIMA), Европейского совета по бизнес-образованию (ECBE), Ассоциации MBA (AMBA), Королевского института маркетинга (CIM), Европейского институт связей с общественностью (IEERP) и Агентства по общественному контролю качества образования и развитию карьеры (АККОРК). Университет также является членом Европейской ассоциации университетов и Европейского фонда развития менеджмента.
К учебному и научному процессу активно привлекаются иностранные преподаватели, специалисты и ученые. Обучение по 3 программам бакалавриата и 4 программам магистратуры ведется полностью на иностранном языке. Успешно действуют 28 договоров о реализации бакалаврских и магистерских образовательных программ двойного диплома с использованием сетевой формы по направлениям «Экономика», «Менеджмент» и «Финансы и кредит» с вузами партнерами из 12 стран.
В рамках пилотного проекта по организации профильного обучения в университетах Москвы образован экономический лицей как предуниверсарий Российского экономического университета им Г. В. Плеханова, ведущий подготовку и профильное обучение учащихся 8-11 классов с 2014 года.

## Факультеты
По состоянию на 2022—2023 учебный год основной учебный процесс в университете осуществляется на 12 факультетах, институтах и высших школах:
1. Высшая школа финансов
2. Высшая школа менеджмента
3. Высшая школа экономики и бизнеса
4. Высшая школа права
5. Высшая школа кибертехнологий, математики и статистики
6. Высшая инженерная школа «Новые материалы и технологии»
7. Высшая школа Социально-гуманитарных наук
8. Высшая школа креативных индустрий
9. Институт «Первая Академия медиа»
10. Специальный факультет талантливой молодежи «Высшая школа „Форсайт“»
11. Факультет бизнеса «Капитаны»
12. Факультет дистанционного обучения

Структура факультетов в целом соответствует основным направлениям образовательной деятельности Университета. Реализация учебного процесса осуществляется преподавателями, работающими в составе 66 кафедр. Факультеты на регулярной основе организуют лекции и мастер-классы с участием известных ученых, предпринимателей, политиков и экономистов из зарубежных стран. Одной из новых открытых кафедр стала Базовая кафедра Международных финансов и экономики развития малого бизнеса Йоркского института развития предпринимательства (Канада).

## Филиалы
Российский экономический университет имени Г. В. Плеханова имеет филиалы на территории РФ и в ближнем зарубежье:
| Посмотреть список филиалов |
| --- |
| - Брянский филиал РЭУ им. Г. В. Плеханова - Волгоградский филиал РЭУ им. Г. В. Плеханова - Воронежский филиал РЭУ им. Г. В. Плеханова - Ереванский филиал РЭУ им. Г. В. Плеханова - Ивановский филиал РЭУ им. Г. В. Плеханова - Краснодарский филиал РЭУ им. Г. В. Плеханова - Минский филиал РЭУ им. Г. В. Плеханова - Оренбургский филиал РЭУ им. Г. В. Плеханова - Пермский институт (филиал) РЭУ им. Г. В. Плеханова - Севастопольский филиал РЭУ им. Г. В. Плеханова - Смоленский филиал РЭУ им. Г. В. Плеханова - Ташкентский филиал РЭУ им. Г. В. Плеханова - Тульский филиал РЭУ им. Г. В. Плеханова - Улан-Баторский филиал РЭУ им. Г. В. Плеханова - Филиал РЭУ им. Г. В. Плеханова в г. Пятигорске Ставропольского края - Филиал РЭУ им. Г. В. Плеханова в г. Дубае (ОАЭ). |
| |

## Международные связи
Университет установил партнерские отношения для реализации совместных научных проектов, а также по обмену студентами и сотрудничеству в рамках программам двойного и тройного диплома с крупными учебными центрами.

## Рейтинги
- Первый и единственный российский университет в структуре Министерства науки и высшего образования России, имеющий категорию «5 звезд» в престижном международном рейтинге QS Stars. Всего в мире чуть более 50 вузов имеют такую категорию.
- 3 место в рейтинге британского рейтингового агентства THE (Times Higher Education) в категории «Качественное образование» среди других вузов, "вносящих вклад в дело обеспечения дошкольного и дополнительного образования, осуществляющих исследования в области педагогики и поддерживающих инклюзивное образование[42]
- 4 место по числу выпускников в составе правления крупнейших компаний России[43] по версии рейтингового агентства «Эксперт РА» с присвоением университету рейтингового класса «С», означающего «высокий уровень» подготовки выпускников[44].
- Топ — 5 лучших бизнес-школ России в категории Excellent Business Schools.
- Топ — 10 по версии рейтингового агентства QS входит в топ-10 московских высших учебных заведений с самым высоким проходным баллом по итогам приёма 2014 года, а также в топ-100 лучших вузов стран BRICS.
- Топ — 15 Программ МБА по версии журнала «Бизнес-журнал»[45]
- Топ — 20 лучших бизнес-школ России по рейтингу журнала «Секрет фирмы»[46].
- Топ — 25 российских вузов, входящих во всемирный рейтинг лучших университетов мира QS World University Rankings 2020, составленного британским агентством Quacquarelli Symonds (позиция 751—800).
- Топ — 100 вузов мира по соответствию целям устойчивого развития ООН[47] в 2020 году.
- Входит в число 1000 лучших бизнес школ мира, по результатам опроса среди Деканов, проводимого под наблюдением Международного научного комитета компанией Eduniversal.
- 801—900 место в 2022 году вуз в Международном рейтинге «Три миссии университета»[48]
- 15 место в рейтинге RAEX «100 лучших вузов России»[49]
- 6 место в рейтинге экономических вузов России по версии рейтингового агентства РАЭКС[50].

## Критика

#### Сюжет на телеканале «Россия 1» (2013 г.)
В сентябре 2013 году телеканал «Россия 1» в программе «Вести недели» выпустил сюжет о «вузах-прокладках», в котором, среди прочего, упоминался РЭУ имени Плеханова. В сюжете говорилось, что в Московской международной школе бизнеса «Мирбис» можно получить диплом РЭУ имени Плеханова. При этом поступить в университет предлагалось не по результатам ЕГЭ, а при помощи аттестата частной школы в Казахстане, так как выпускники с аттестатами из других стран могли не сдавать ЕГЭ для поступления в российские вузы. 
Позже сообщалось о том, что РЭУ имени Плеханова намерен подать иск к ВГТРК, при этом, о каком именно материале «России 1» шла речь не уточнялось.

#### Арест заместителя декана факультета маркетинга за взятку
В июне 2013 года за получение взятки в размере 160 тысяч рублей от студента за защиту дипломной работы была задержана, а позже арестована заместитель декана факультета маркетинга Российского экономического университета имени Плеханова Ирина Полянская. 
Полянская, являющаяся на момент совершения преступления исполняющим обязанности декана факультета маркетинга РЭУ им. Г.В. Плеханова, получила от одного из выпускников вуза денежные средства в сумме 160 тыс. рублей двумя частями за принятие аттестационной комиссией положительного решения о защите им диплома. Факт передачи денег был зафиксирован скрытой камерой. Полянская была задержана с поличным. После того, как студент получил за свою дипломную работу оценку «хорошо», Полянская была задержана у себя в кабинете с деньгами, который ранее ей передал студент.
Позже суд приговорил Полянскую к 2,5 годам лишения свободы условно, а её начальник - декан факультета маркетинга Валерий Никишкин - уволился по собственному желанию. 

#### Сюжет на телеканале «Россия 1» (2012 г.)
В 2012 году на телеканале «Россия 1» в расследовании «На дне знаний — 2» были показаны преподаватели ряда московских вузов, которые предлагали за деньги помочь абитуриенту в поступлении и рассказывали, какими способами это можно сделать. Среди коррупционеров была показана проректор по учебной части Института рыночной инфраструктуры РЭУ им. Г.В.Плеханова Марина Абашкина, которая предлагала за взятку в два миллиона рублей устроить абитуриентку (съёмка велась скрытой камерой). 
Значит, вариант такой, мы её устраиваем на любой факультет, где она проходит по ЕГЭ, а потом она отучилась полгода, мы её перевели на финансы... На бюджет можно устроить её, но за поступление на другой факультет и с переводами у нас уйдёт 2 миллиона.проректор по учебной части Института рыночной инфраструктуры РЭУ им. Г.В.Плеханова Марина Абашкина
В свою очередь, ректор университета заявил, что Марина Абашкина - проректор по учебной части Института рыночной инфраструктуры РЭУ имени Плеханова - не значится в списках сотрудников университета.  

#### Антирейтинг сообщества «Диссернет»
В 2019 году сетевое экспертное сообщество «Диссернет» составило антирейтинг российских высших учебных заведений «Диссертационные кейсы сотрудников», в котором указаны «вузы с наибольшим числом случаев участия их сотрудников в недоброкачественных защитах». Первое место с показателем 334 кейса, согласно данному рейтингу, получил РЭУ им. Г. В. Плеханова.